# 1974–1975-ös NHL-szezon
Az 1974–1975-ös NHL-szezon az ötvennyolcadik NHL-szezon volt.
Ebben az évben két új csapat lépett be a ligába, a Washington Capitals és a Kansas City Scouts. Ebből kifolyólag módosították a csapatok csoportosítását, a 18 csapatot négy divízióba, két főcsoportban helyezték el.

## Tabella

### Prince of Wales-főcsoport
Megjegyzés: a vastagon szedett csapatok bejutottak a rájátszásba
| Adams-divízió           | MSz | Gy | V  | D  | SzG | KG  | P   |
| ----------------------- | --- | -- | -- | -- | --- | --- | --- |
| Buffalo Sabres          | 80  | 49 | 16 | 15 | 354 | 240 | 113 |
| Boston Bruins           | 80  | 40 | 26 | 14 | 345 | 245 | 94  |
| Toronto Maple Leafs     | 80  | 31 | 33 | 16 | 280 | 309 | 78  |
| California Golden Seals | 80  | 19 | 48 | 13 | 212 | 316 | 51  |

| Norris-divízió      | MSz | Gy | V  | D  | SzG | KG  | P   |
| ------------------- | --- | -- | -- | -- | --- | --- | --- |
| Montréal Canadiens  | 80  | 47 | 14 | 19 | 374 | 225 | 113 |
| Los Angeles Kings   | 80  | 42 | 17 | 21 | 269 | 185 | 105 |
| Pittsburgh Penguins | 80  | 37 | 28 | 15 | 326 | 289 | 89  |
| Detroit Red Wings   | 80  | 23 | 45 | 12 | 259 | 335 | 58  |
| Washington Capitals | 80  | 8  | 67 | 5  | 181 | 446 | 21  |

### Clarence Campbell-főcsoport
| Patrick-divízió     | MSz | Gy | V  | D  | SzG | KG  | P   |
| ------------------- | --- | -- | -- | -- | --- | --- | --- |
| Philadelphia Flyers | 80  | 51 | 18 | 11 | 293 | 181 | 113 |
| New York Rangers    | 80  | 37 | 29 | 14 | 319 | 276 | 88  |
| New York Islanders  | 80  | 33 | 25 | 22 | 264 | 221 | 88  |
| Atlanta Flames      | 80  | 34 | 31 | 15 | 243 | 233 | 83  |

| Smythe-divízió        | MSz | Gy | V  | D  | SzG | KG  | P  |
| --------------------- | --- | -- | -- | -- | --- | --- | -- |
| Vancouver Canucks     | 80  | 38 | 32 | 10 | 271 | 254 | 86 |
| St. Louis Blues       | 80  | 35 | 31 | 14 | 269 | 267 | 84 |
| Chicago Black Hawks   | 80  | 37 | 35 | 8  | 268 | 241 | 82 |
| Minnesota North Stars | 80  | 23 | 50 | 7  | 221 | 341 | 53 |
| Kansas City Scouts    | 80  | 15 | 54 | 11 | 184 | 328 | 41 |

## Kanadai táblázat
| Játékos           | Csapat              | MSz | G  | A  | P   | B   |
| ----------------- | ------------------- | --- | -- | -- | --- | --- |
| Bobby Orr         | Boston Bruins       | 80  | 46 | 89 | 135 | 101 |
| Phil Esposito     | Boston Bruins       | 79  | 61 | 66 | 127 | 62  |
| Marcel Dionne     | Detroit Red Wings   | 80  | 47 | 74 | 121 | 14  |
| Guy Lafleur       | Montréal Canadiens  | 70  | 53 | 66 | 119 | 37  |
| Pete Mahovlich    | Montréal Canadiens  | 80  | 35 | 82 | 117 | 64  |
| Bobby Clarke      | Philadelphia Flyers | 80  | 27 | 89 | 116 | 125 |
| René Robert       | Buffalo Sabres      | 74  | 40 | 60 | 100 | 75  |
| Rod Gilbert       | New York Rangers    | 76  | 36 | 61 | 97  | 22  |
| Gilbert Perreault | Buffalo Sabres      | 68  | 39 | 57 | 96  | 36  |
| Rick Martin       | Buffalo Sabres      | 68  | 52 | 43 | 95  | 72  |

## Kapusok statisztikái
| Játékos         | Csapat              | MSz | Gy | V  | D  | Perc | KG  | SO | KGÁ  |
| --------------- | ------------------- | --- | -- | -- | -- | ---- | --- | -- | ---- |
| Bernie Parent   | Philadelphia Flyers | 68  | 44 | 14 | 10 | 4041 | 137 | 12 | 2.03 |
| Rogatien Vachon | Los Angeles Kings   | 54  | 27 | 14 | 13 | 3239 | 121 | 6  | 2.24 |
| Gary Edwards    | Los Angeles Kings   | 27  | 15 | 3  | 8  | 1561 | 61  | 3  | 2.34 |
| Glenn Resch     | New York Islanders  | 25  | 12 | 7  | 5  | 1432 | 59  | 3  | 2.47 |
| Roger Crozier   | Buffalo Sabres      | 23  | 17 | 2  | 1  | 1260 | 55  | 3  | 2.62 |
| Ken Dryden      | Montréal Canadiens  | 56  | 30 | 9  | 16 | 3320 | 149 | 4  | 2.69 |
| Tony Esposito   | Chicago Black Hawks | 58  | 34 | 30 | 7  | 4219 | 193 | 6  | 2.74 |
| Billy Smith     | New York Islanders  | 58  | 21 | 18 | 17 | 3368 | 156 | 3  | 2.78 |
| Dan Bouchard    | Atlanta Flames      | 40  | 20 | 15 | 5  | 2400 | 111 | 3  | 2.78 |
| Phil Myre       | Atlanta Flames      | 40  | 14 | 16 | 10 | 2400 | 114 | 5  | 2.85 |

## Stanley-kupa rájátszás

### Első forduló
A divízióbajnokok egyenesen bekerültek a negyeddöntőbe; a többi nyolc csapat az első fordulóban egy három mérkőzésből álló szériát játszott a negyeddöntőbe jutásért.
- Los Angeles Kings (4) 1 - Toronto Maple Leafs (12) 2
- Pittsburgh Penguins (6) 2 - St. Louis Blues (10) 0
- New York Rangers (7) 1 - New York Islanders (8) 2
- Boston Bruins (5) 1 - Chicago Black Hawks (11) 2

### Negyeddöntő
- Philadelphia Flyers (1) 4 - Toronto Maple Leafs (12) 0
- Pittsburgh Penguins (6) 3 - New York Islanders (8) 4
- Buffalo Sabres (2) 4 - Chicago Black Hawks (11) 1
- Montréal Canadiens (3) 4 - Vancouver Canucks (9) 1

### Elődöntő
- Philadelphia Flyers (1) 4 - New York Islanders (8) 3
- Buffalo Sabres (2) 4 - Montréal Canadiens (3) 2

### Döntő
Buffalo Sabres vs. Philadelphia Flyers
| Dátum     | Idegenben           | Eredmény | Otthon              | Eredmény | Megjegyzés |
| --------- | ------------------- | -------- | ------------------- | -------- | ---------- |
| Május 15. | Buffalo Sabres      | 1        | Philadelphia Flyers | 4        |            |
| Május 18. | Buffalo Sabres      | 1        | Philadelphia Flyers | 2        |            |
| Május 20. | Philadelphia Flyers | 4        | Buffalo Sabres      | 5        | (hossz.)   |
| Május 22. | Philadelphia Flyers | 2        | Buffalo Sabres      | 4        |            |
| Május 25. | Buffalo Sabres      | 1        | Philadelphia Flyers | 5        |            |
| Május 27. | Philadelphia Flyers | 2        | Buffalo Sabres      | 0        |            |

A hét mérkőzésből álló párharcot (négy győzelemig tartó sorozatot) a Philadelphia nyerte 4:2-re, így ők lettek a Stanley-kupa bajnokok.

## NHL díjak
- Prince of Wales-trófea — Buffalo Sabres
- Clarence S. Campbell-tál - Philadelphia Flyers
- Art Ross-trófea - Bobby Orr, Boston Bruins
- Bill Masterton-emlékkupa - Don Luce, Buffalo Sabres
- Calder-emlékkupa - Eric Vail, Atlanta Flames
- Conn Smythe-trófea Bernie Parent, Philadelphia Flyers
- Hart-emlékkupa - Bobby Clarke, Philadelphia Flyers
- Jack Adams-díj - Bob Pulford, Los Angeles Kings
- James Norris-emlékkupa - Bobby Orr, Boston Bruins
- Lady Byng-emlékkupa - Marcel Dionne, Detroit Red Wings
- Lester B. Pearson-díj - Bobby Orr, Boston Bruins
- Plusz/minusz vezető - Bobby Orr, Boston Bruins
- Vezina-trófea (legjobb kapusok) - Bernie Parent, Philadelphia Flyers
- Lester Patrick-trófea (USA-i hoki iránti szolgálat) - Donald M. Clark, Bill Chadwick, Tommy Ivan

### Első All-Star csapat
- Kapus: Bernie Parent, Philadelphia Flyers
- Hátvéd: Bobby Orr, Boston Bruins
- Hátvéd: Denis Potvin, New York Islanders
- Center: Bobby Clarke, Philadelphia Flyers
- Balszélső: Rick Martin, Buffalo Sabres
- Jobbszélső: Guy Lafleur, Montréal Canadiens

### Második All-Star csapat
- Kapus: Rogatien Vachon, Los Angeles Kings
- Hátvéd: Guy Lapointe, Montréal Canadiens
- Hátvéd: Börje Salming, Toronto Maple Leafs
- Center: Phil Esposito, Boston Bruins
- Balszélső: Steve Vickers, New York Rangers
- Jobbszélső: René Robert, Buffalo Sabres

## Debütálók
Itt a fontosabb debütálók szerepelnek, első csapatukkal. A csillaggal jelöltek a rájátszásban debütáltak.
- Guy Chouinard, Atlanta Flames
- Danny Gare, Buffalo Sabres
- Charlie Simmer, California Golden Seals
- Wilf Paiement, Kansas City Scouts
- Dave Hutchison, Los Angeles Kings
- Clark Gillies, New York Islanders
- Bob Bourne, New York Islanders
- Rick Middleton, New York Rangers
- Ron Greschner, New York Rangers
- Bob MacMillan, New York Rangers
- Pierre Larouche, Pittsburgh Penguins
- Tiger Williams, Toronto Maple Leafs
- Harold Snepsts, Vancouver Canucks

## Visszavonulók
Itt a fontosabb olyan játékosok szerepelnek, akik utolsó NHL-meccsüket ebben a szezonban játszották.
- Murray Oliver, Minnesota North Stars
- Henri Richard, Montréal Canadiens
- Bobby Rousseau, New York Rangers
- Ted Harris, Philadelphia Flyers
- Eddie Shack, Toronto Maple Leafs
- Norm Ullman, Toronto Maple Leafs (a World Hockey Associationban továbbjátszott)
- Doug Mohns, Washington Capitals